# 하동 법성선원 사리불아비담론
하동 법성선원 사리불아비담론(河東 法成禪院 舍利佛阿毗曇論)은 대한민국 경상남도 하동군 옥종면 고무에 있는 0의 하동 법성선원 사리불아비담론이다. 2019년 4월 18일 경상남도의 유형문화재 제644호로 지정되었다.

## 개요
「사리불아비담론」은 12入, 18界, 5陰, 4聖諦, 22根,7覺支, 3不善根, 4大, 10不善業 등 여러 가지 교법을 해석한 아비달마 논서로서 사람의 모든 구성 요소와 불교의 근본이치들을 비롯한 각종 교리들과 개념들을 설명하고 있다. 하동 법성선원 소장본은 절첩본으로 되어 있으며 재조본의 특징인 장차 표시가 ‘張’으로 확인되며, 판미제에 ‘乙巳歲高麗國大藏都監奉勅雕造’에 의하면 ‘1245년’이라는 판각시기를 알 수 있다. ‘1245년’이라는 판각기가 있지만 판각 당시 바로 인출한 것이 아니라는 것을 장정의 형태 등 종합적으로 판단할 때 麗末鮮初’에 인출한 것으로 추정되는 귀중본이다.

## 참고 문헌
- 하동 법성선원 사리불아비담론 - 국가유산청 국가유산포털